# مائورو برسان
مائورو برسان (انگلیسی: Mauro Bressan؛ زادهٔ ۵ ژانویهٔ ۱۹۷۱) بازیکن فوتبال اهل ایتالیا است.
از باشگاه‌هایی که در آن بازی کرده‌است می‌توان به باشگاه فوتبال پروجا، باشگاه فوتبال فیورنتینا، باشگاه فوتبال فوجا، باشگاه فوتبال ونتزیا، باشگاه فوتبال باری، باشگاه فوتبال کالیاری، باشگاه فوتبال کومو، باشگاه فوتبال لوگانو، باشگاه فوتبال کیاسو، باشگاه فوتبال جنوآ، و باشگاه فوتبال آ.ث. میلان اشاره کرد.او بیشتر به خاطر گل قیچی برگردانش به باشگاه بارسلونا شناخته می شود که آن گل را پشت محوطه جریمه به سمر رساند.